# Dada Gallotti
Pour les articles homonymes, voir Gallotti.
Dada Gallotti, de son vrai nom Alda Gallotti, née à Milan le 8 avril 1935, est une actrice italienne.

## Biographie
Née à Milan comme Alda Gallotti, Dada Gallotti a été une  actrice de genre active dans les années 1960 et 1970,.
Elle est apparue dans plusieurs westerns spaghetti sous le pseudonyme de Diana Garson.
Elle a pris sa retraite au début des années 1980.

## Filmographie partielle
- 1962 : En avant la musique  (Il cambio della guardia) de Giorgio Bianchi
- 1963 : Obiettivo ragazze de Mario Mattoli
- 1966 : Johnny Yuma de Romolo Guerrieri
- 1966 : Pas d'orchidée pour le shérif (Un dólar de fuego) de Nick Nostro : Nora Kenton
- 1967 : Flashman contre les hommes invisibles (Flashman) de Mino Loy
- 1967 : Les Deux Flics (I due vigili) de Giuseppe Orlandini
- 1967 : Le Temps des vautours (10.000 dollari per un massacro) de Romolo Guerrieri
- 1967 : On ne meurt qu'une fois (Si muore solo una volta)de Giancarlo Romitelli
- 1967 : La Ceinture de chasteté (La cintura di castità) de Pasquale Festa Campanile
- 1967 : Le Jour de la haine (Per 100.000 dollari t'ammazzo) de Giovanni Fago
- 1968 : La Tour de Nesle de Franz Antel
- 1969 : Flashback de Raffaele Andreassi
- 1969 : La Dernière Balle à pile ou face (Testa o croce) de Piero Pierotti : Lilly
- 1969 : Zorro au service de la reine  (Zorro alla corte d'Inghilterra) de Franco Montemurro : Rosanna Gonzales
- 1969 : Zorro, marquis de Navarre (Zorro marchese di Navarra) de Franco Montemurro : Linda
- 1969 : Gli infermieri della mutua de Giuseppe Orlandini
- 1970 : L'Âne d'or (L'asino d'oro: processo per fatti strani contro Lucius Apuleius cittadino romano) de Sergio Spina
- 1970 : La Longue Chevauchée de la vengeance (La lunga cavalcata della vendetta) de Tanio Boccia : Deborah
- 1972 : La Belle Antonia, d'abord ange puis démon (La bella Antonia, prima monica e poi dimonia) de Mariano Laurenti[3]
- 1972 : On l'appelle Spirito Santo (Uomo avvisato mezzo ammazzato... parola di Spirito Santo) de Giuliano Carnimeo : Mae
- 1972 : Le Couteau de glace (Il coltello di ghiaccio) d'Umberto Lenzi
- 1973 : Le Fils de Zorro (Il figlio di Zorro) de Gianfranco Baldanello : Mathilda Leblanche
- 1975 : Un flic voit rouge (Mark il poliziotto) de Stelvio Massi
- 1975 : Du Décaméron à Canterbury (Quant'è bella la Bernarda, tutta nera, tutta calda) de Lucio Giachin
- 1976 : Milano violenta de Mario Caiano
- 1976 : Jeune fille au pair (La ragazza alla pari) de Mino Guerrini